# Paraserianthes lophantha
Paraserianthes lophantha är en ärtväxtart som först beskrevs av Carl Ludwig von Willdenow, och fick sitt nu gällande namn av Ivan Christian Nielsen. Paraserianthes lophantha ingår i släktet Paraserianthes och familjen ärtväxter. Utöver nominatformen finns också underarten P. l. montana.

## Bildgalleri

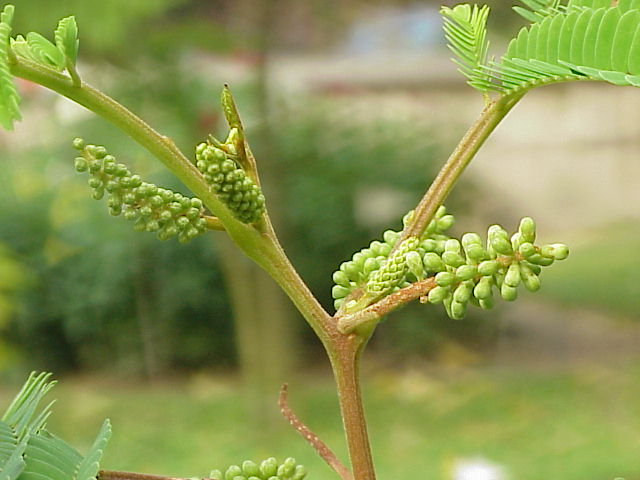
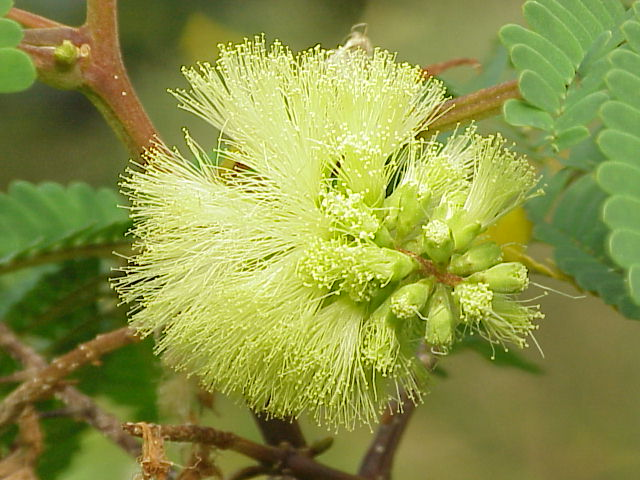
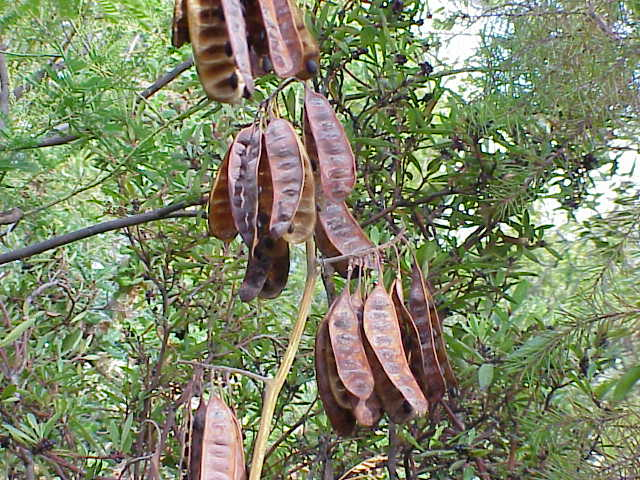
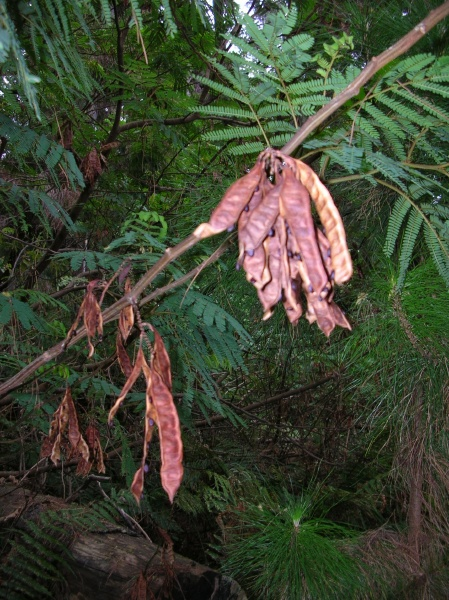
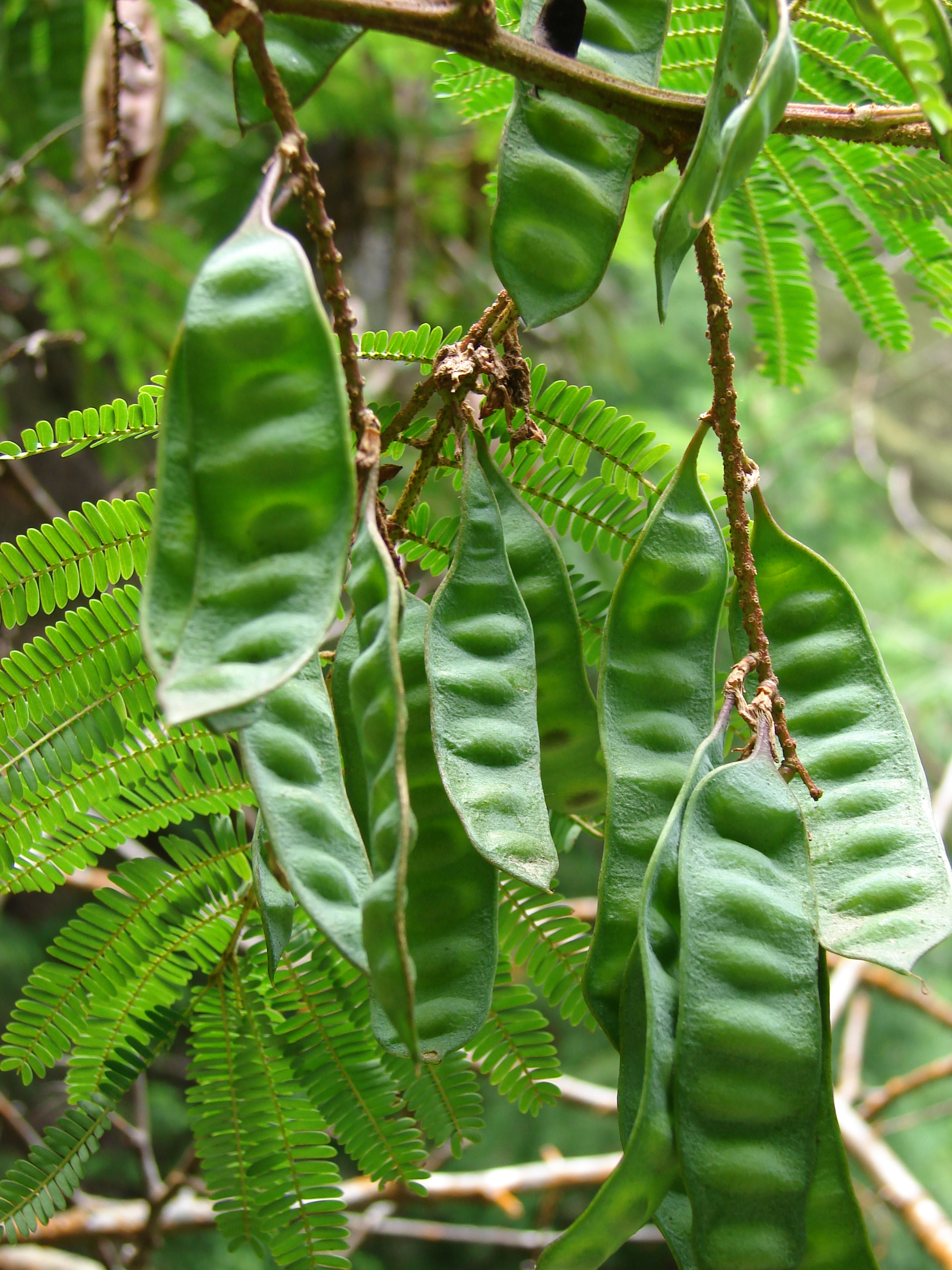